# Stazione di Sant'Oliva
La stazione di Sant'Oliva era una stazione sita al km 189+721 della ferrovia Canicattì-Siracusa ubicata in territorio di Licata.

## Storia
La stazione nacque nel 1881 contestualmente alla costruzione della ferrovia principalmente per esigenze di movimento. Fu classificata come assuntoria in seguito all'istituzione del regime di circolazione a Dirigenza Unica ma ridivenne stazione (impresenziata) contestualmente all'attivazione del regime di circolazione a DCO. In seguito ai tagli alla rete ferroviaria siciliana è stata declassata a Posto di Movimento e poi privata del 2º binario.
Nella stazione di Sant'Oliva costituirono la loro roccaforte nelle prime ore del 10 luglio 1943 le truppe della JOSS Force USA appartenenti al secondo battaglione del 7º Reggimento della 3a  Divisione Fanteria 3rd Infantry Division. che aveva iniziato le operazioni di sbarco sbarco in Sicilia nelle prime ore della notte, a Licata spiagge di Baia della Mollarella e Poliscia.

## Strutture e impianti
La stazione è dotata di un fabbricato viaggiatori, chiuso al pubblico. Il fascio binari era costituito da un raddoppio della lunghezza di 319 m cui era raccordato un binario tronco.